# Adipocytokiny
Adipocytokiny (adipokiny) – aktywne biologiczne substancje, wytwarzane i wydzielane przez komórki tkanki tłuszczowej (adipocyty). Wykazują działanie autokrynne, parakrynne oraz endokrynne na tkanki i narządy. 
Pełnią funkcje:
- regulacyjną – odżywianie się,
- utrzymują równowagę energetyczną,
- insulinowrażliwą.